# Belesat
Belesat est un réservoir qui se trouve dans le woreda d’Inticho au Tigré en Éthiopie. Le barrage a été construit en 1997 par la Relief Society of Tigray.

## Caractéristiques du barrage
- Hauteur: 15 mètres
- Longueur de la crête: 308 mètres
- Largeur du déversoir: 19 mètres

## Capacité
- Capacité d’origine : 428 028 m3
- Tranche non-vidangeable : 60 000 m3
- Superficie : 7,4 ha

En 2002, l’espérance de vie du réservoir (la durée avant qu’il ne soit rempli de sédiments) était estimée à 15 années.

## Irrigation
- Périmètre irrigué planifié: 32 ha
- Aire irriguée réellement en 2002: 20 ha

## Environnement
Le bassin versant du réservoir a une superficie de 4,8 km2, et une longueur de 3 670 mètres. Le réservoir subit une sédimentation rapide. La lithologie du bassin est composée de Grès d’Adigrat et Grès d’Enticho. Une partie des eaux du réservoir est perdue par percolation; un effet secondaire et positif est que ces eaux contribuent à la recharge des aquifères.